# Rudolf Prestel
Rudolf Prestel (* 27. August 1898 in Göggingen bei Augsburg; † 19. August 1979 in Leonberg) war ein deutscher Jurist, Sozial- und Kommunalpolitiker.

## Leben
Nach dem Schulbesuch in Augsburg nahm Prestel am Ersten Weltkrieg teil und wurde bei Kampfhandlungen schwer verwundet. Von 1918 bis 1923 absolvierte er ein Studium der Rechtswissenschaft an der Universität München und promovierte 1924 an der Universität Erlangen zum Dr. jur. Danach legte er 1926 das Examen als Assessor ab.
Von 1926 bis 1936 war er wissenschaftlicher Referent beim Deutschen Verein für öffentliche und private Fürsorge (DV). Prestel, der zum 1. Mai 1933 der NSDAP beitrat (Mitgliedsnummer 2.711.282), war ab August 1936 bei der städtischen Sozialverwaltung in Frankfurt am Main tätig. Im Februar 1937 zum Magistratsrat ernannt war er bis 1945 im Wesentlichen beim Jugend- und Fürsorgeamt beschäftigt.
Nach Kriegsende wurde er 1945 von seinen Funktionen entbunden und nach einem Spruchkammerverfahren 1946 als entlastet entnazifiziert. Danach wurde er umgehend wiedereingestellt und als Mitglied der CDU noch im selben Jahr hauptamtlich Stadtrat und Sozialdezernent in Frankfurt am Main. Er leitete in Personalunion das örtliche Gesundheitsamt (1946 bis 1954) sowie das Fürsorge- und Jugendamt (1946 bis 1966). Prestel wurde 1966 pensioniert.
Prestel prägte nach Kriegsende die Sozialpolitik auf kommunaler Ebene in Frankfurt und auch auf Bundesebene. Er war an der Planung des Jugendwohlfahrtsgesetzes (JWG) beteiligt und gehörte dem Arbeitsausschuss für Fragen der Fürsorge beim Bundesarbeitsministerium an. Prestel konzipierte die Sozialstationen. Er begründete im Zuge der Berlin-Blockade 1948/49 das Hilfswerk Berlin zur Unterstützung der West-Berliner Bevölkerung mit und gehörte dem dortigen Vorstand an. Auf das 1955 zur Stiftung umgewandelte Hilfswerk Berlin geht auch die Fernsehlotterie Ein Platz an der Sonne sowie der Bau von Feriendörfern für Berliner in Bayern zurück. Von 1947 bis 1977 gehörte er dem Hauptausschuss des Deutschen Vereins für öffentliche und private Fürsorge an und war dort von 1950 bis 1968 geschäftsführendes Vorstandsmitglied.

## Kontroverse
Seine Rolle während der Zeit des Nationalsozialismus ist seit einiger Zeit umstritten. In diesem Zusammenhang kam es auch zu einer Debatte, im Laufe derer ein nach ihm benanntes Altenheim in Frankfurt am Main umbenannt wurde. Das 1980 gegründete Rudolf-Prestel-Haus heißt seit 1998 Pflegeheim Praunheim.
Kritisch wird teils seine Tätigkeit in der Fürsorgeverwaltung bewertet, u. a. weil er 1937 an der Errichtung des Zwangslagers Dieselstraße für Sinti und Roma beteiligt gewesen war. Zudem soll er früh und umfassend über antijüdische Maßnahmen in Frankfurt Kenntnisse gehabt haben. Infolge Prestels Befürwortung wurde nach Kriegsende der durch antiziganische Maßnahmen belastete Robert Ritter 1947 bei der Stadt Frankfurt eingestellt („wissenschaftlich erwünscht“). Ritters ehemalige Assistentin Eva Justin war seit 1948 als Kinderpsychologin für die Stadt Frankfurt tätig und erhielt nach ihrer öffentlich gewordenen NS-Vergangenheit 1963/64 durch Prestel noch den Auftrag, Erhebungen beim Wohnwagen- beziehungsweise sogenannten „Zigeunerlager“ bei Frankfurt-Bonames (heute Wohngemeinschaft Bonameser Straße) vorzunehmen.

## Ehrungen
- Ehrenplakette der Stadt Frankfurt am Main (1958)[1]
- Freiherr-vom-Stein-Plakette der Stadt Frankfurt am Main (1966)[1]
- Ernst-Reuter-Plakette der Stadt Berlin (1973)[1]
- Stadtältester (1978)[1]